# Vaso reto ascendente
Em anatomia, o vaso reto ascendente ou vasa recta ascendente ou vênula reta é uma veia do tecido renal, que drena o sangue vindo dos vasos retos descendentes e dos capilares próximos aos túbulos renais, para as veias arqueadas e interlobares.